# Chrysopidia yangi
Chrysopidia yangi är en insektsart som beskrevs av X.-k. Yang och Lin 1997. Chrysopidia yangi ingår i släktet Chrysopidia och familjen guldögonsländor. Inga underarter finns listade i Catalogue of Life.